# Van Vader naar Moeder
Van Vader naar Moeder is een Nederlands televisieprogramma, geproduceerd door Skyhigh TV, dat wordt uitgezonden door de NTR op NPO Zapp. Dit programma draait om kinderen van gescheiden ouders. De presentatie is in handen van Tatum Dagelet.

## Het programma
Bij dit programma staan kinderen van gescheiden ouders centraal. In iedere aflevering geeft presentatrice Tatum Dagelet een of meerdere kinderen uit een gezin een lift van de ene ouder naar de andere. Onderweg praten ze over hoe het is om te leven met gescheiden ouders.